# Subprefeitura

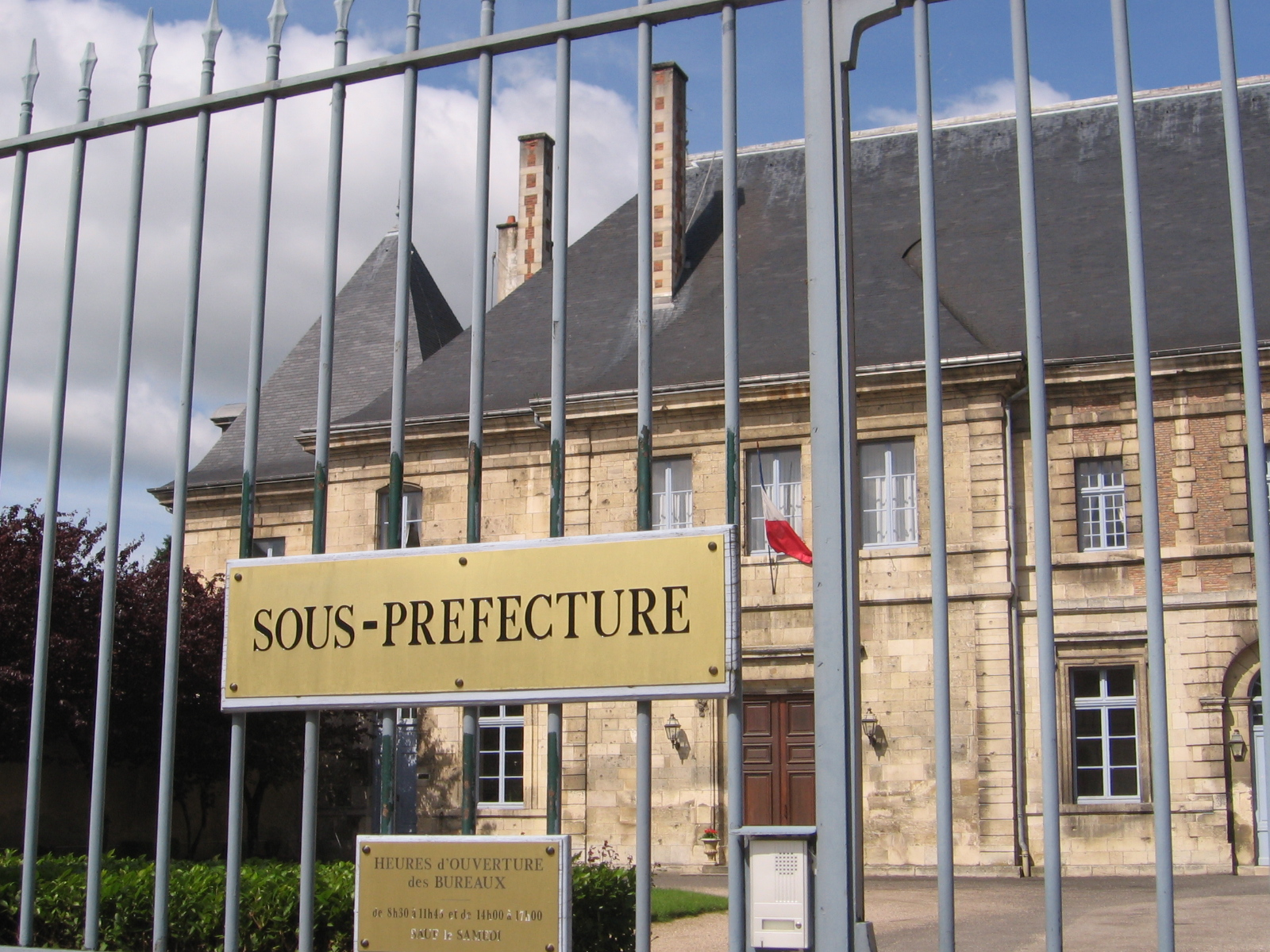
A sous-préfecture de Verdun, na França

Uma subprefeitura é um nível administrativo abaixo da prefeitura, existente em alguns países.

## Brasil
No Brasil, as subprefeituras são administrações desconcentradas de alguns municípios, tais como São Paulo e Rio de Janeiro, entre outros. A autoridade máxima do Poder Executivo em uma subprefeitura é o subprefeito, que normalmente é indicado diretamente pelo prefeito do município (embora alguns urbanistas advoguem que tal cargo deveria ser submetido à votação popular)[carece de fontes?].
- O município de São Paulo está subadministrado em 32 subprefeituras, que por sua vez administram os 96 distritos no município.[1] A divisão administrativa em 31 subprefeituras foi estabelecida pela Lei Municipal nº 13.399/2002. Em maio de 2013, a subprefeitura de Sapopemba foi desmembrada da subprefeitura da Vila Prudente[2], dando origem a 32ª subprefeitura. Durante a gestão de Gilberto Kassab (2006-2012), 30 das 31 subprefeituras então existentes chegaram a ser controladas por oficiais da Polícia Militar[3], mas estes foram afastados de seus cargos em janeiro de 2013, no início da gestão de Fernando Haddad [4]. Desde 2013, cada subprefeitura passou a contar com um conselho eleito a cada dois anos por voto direto, composto por representantes da sociedade civil.

- O município de Santa Maria, no Rio Grande do Sul, possui subprefeituras em seus distritos que não o distrito-sede de Santa Maria, onde há de se atender populações geralmente rurais e distantes do distrito-sede. Em 2011, foram criadas centros de administrações regionais no distrito-sede de Santa Maria nos bairros Camobi e Tancredo Neves.

## França
Na França, uma subprefeitura (em francês sous-préfecture) é uma capital administrativa de um  arrondissement quanto este último não é própria sede da prefeitura.

## Portugal
Segundo o código administrativo que vigorou em Portugal, entre 1832 e 1835 - fruto das reformas de Mouzinho da Silveira - o país era dividido, administrativamente, em províncias e, estas, em comarcas. Em cada província existiria um magistrado administrativo, designado "prefeito". O prefeito seria representado, nas comarcas que não eram sede de prefeitura, por um subprefeito. Esta organização seguia, de perto, o modelo francês, correspondendo as províncias e as comarcas portuguesas, respetivamente aos departamentos/prefeituras e aos arrondissements/subprefeituras da França.
A reforma administrativa de 1835 extinguiu as prefeituras e as subprefeituras. Em sua substituição foram criados os distritos com uma área correspondendo, aproximadamente, às anteriores comarcas, cada qual com um governo civil, que correspondia, aproximadamente a uma das anteriores subprefeituras.
Atualmente, a forma de divisão territorial presente no pais são concelhos (o equivalente aproximdo das prefeituras brasileiras) e todas elas são divididas em freguesias (o que equivaleria a subprefeitura brasileira. Porem, nas freguesias portuguesas existem a Junta de Freguesias - orgãos executivos - e Assembléias de Feguesias - orgãos legislativos). E um Conselho/Município português - diferente de um Município brasileiro - não é uma cidade independente, mas sim um aglomerado de pequenas municipalidades interdependetes, sendo que apenas a cidade sede tem status de cidade. Assim, o Município português equivale a um condado dos Estados Unidos e do Reino Unido, a uma província da Espanha e aos municípios do México